# Вильча (станция)
Вильча — грузовая промежуточная железнодорожная станция Коростенской дирекции Юго-Западной железной дороги на линии Чернигов—Овруч, расположенная в упразднённом пгт Вильча.

## История
Станция Алексеевка была построена в 1928 году в составе ж/д линии Чернигов—Овруч. 20 января 1928 года станция получила современное название Вильча. В 1930 году было открыто движение по станции в составе новой линии Чернигов—Овруч.
По состоянию местности на 1986 год: на топографической карте лист М-35-023 станция обозначена. После Аварии на ЧАЭС 1986 года станция перестала быть грузопассажирской, сейчас только грузовая.

## Общие сведения
Конечная станция линии Овруч—Вильча Коростенской дирекции, линия Вильча—Янов с 2021 года на балансе предприятия «Энергоатом». Станция была представлена одной боковой платформой. Имеет 2 пути.

## Пассажирское сообщение
Пассажирское сообщение станцией не осуществляется.